# ダブリン国際ピアノコンクール
ダブリン国際ピアノコンクール (Dublin International Piano Competition)はアイルランドで行われている国際ピアノコンクール。かつてはAXA Insuranceがスポンサーであったため、AXA Dublin International Piano Competitionとして知られていたが、現在は元に戻されている。

## 概要
国際音楽コンクール世界連盟に登録したのは1989年だが、AAFに2004年に加盟したことにより知名度が上がり、多くの日本人もこぞって参加するようになった。3年に一度開催される。
John O'Conorのワンマン審査委員長制度で知られ、大スターの片鱗が見え隠れする人物を優勝または入賞させたことで話題となっていた。しかし、少子高齢化が直撃し、2022年度の参加者は２６人にまで落ち込んだ。
2022年ロシアのウクライナ侵攻が開始されたことで、O'Conor委員長はロシア勢の参加を2025年度に認めない方針を発表した。
財政難には陥っておらず、次回の開催は予定通り2025年である。新作委嘱曲は、小規模ピアノコンクールでは珍しく4作もある。

## 近年の優勝者
- 2000年 Alexei Nabiulin
- 2003年 Antti Siirala
- 2006年 Romain Descharmes
- 2009年 Oleksiy Gorlach
- 2012年 ニコライ・ホジャイノフ
- 2015年 Nathalia Milstein
- 2018年 Sae-Yoon Chon
- 2022年 黒木雪音